# Asadkhuja Muydinkhujaev
Asadkhuja Muydinkhujaev, född 5 maj 2001, är en uzbekisk boxare.

## Karriär
År 2023 tog han VM-guld i weltervikt.